# Gat de Schrödinger

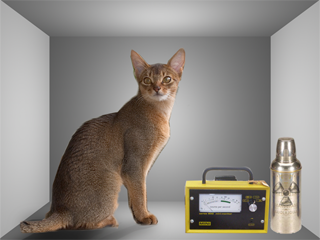
El gat dins la caixa

El gat de Schrödinger o la paradoxa del gat és un experiment mental publicat pel físic Erwin Schrödinger (1935) per tal d'il·lustrar la complexitat de primitives interpretacions al voltant de la mecànica quàntica, en traduir les conseqüències d'esdeveniments subatòmics a sistemes macroscòpics.
L'experiment original consisteix a ficar un gat viu dins d'una caixa d'acer tancada i opaca juntament amb els següents elements (que han d'estar protegits de qualsevol interferència directa del gat): un comptador Geiger i una certa quantitat d'una substància radioactiva que assegure que en el decurs d'una hora hi hagi un 50% de probabilitat que almenys un dels àtoms es desintegri (i un 50% que no se'n desintegre cap). Si això passa, el comptador Geiger acciona un mecanisme que trenca un flascó d'àcid cianhídric, un gas molt tòxic que matarà el gat.
En aquest escenari, tant el gat com la partícula depenen d'un sistema regit per les lleis de la mecànica quàntica. Seguint el principi d'incertesa que s'aplica a la interpretació de Copenhaguen, mentre no obrim la caixa, el gat és viu i alhora és mort. En el moment precís d'obrir la caixa, el mateix fet de l'observació modifica l'estat del gat, que passa a ser només viu o només mort.

## Interpretacions
- Seguint la interpretació de Copenhaguen,[4] en el moment en què s'obre la caixa, la sola acció d'observar modifica l'estat del sistema tal que ara s'observa un gat viu o un gat mort. Aquest col·lapse de la funció d'ona és irreversible i inevitable en un procés de mesura, i depèn de la propietat observada. És una aproximació pragmàtica al problema, que considera el col·lapse com una realitat física sense justificar-ho completament. El postulat IV de la mecànica quàntica expressa matemàticament com evoluciona l'estat quàntic després d'un procés irreversible de mesura.[5]
- En la interpretació dels «molts mons», formulada per Hugh Everett el 1957, el procés de mesura suposa una ramificació en l'evolució temporal de la funció d'ona. El gat és viu i mort alhora però en rames diferents de l'univers: totes dues són reals, però incapaces d'interactuar entre si a causa de la decoherència quàntica.[6]
- En la interpretació del col·lapse objectiu, la superposició d'estats es destrueix malgrat que no es produeixi observació, diferint les teories sobre quina és la magnitud física que provoca la destrucció (temps, gravitació, temperatura, termes no lineals en l'observable corresponent). Aquesta destrucció és el que evita les rames que apareixen en la teoria dels molts mons. La paraula "objectiu" procedeix del fet que, en aquesta interpretació, tant la funció d'ona com el seu col·lapse són "reals", en el sentit ontològic. En la interpretació dels molts mons, el col·lapse no és objectiu, i en la de Copenhaguen és una hipòtesi ad hoc.